# Gonometa postica
Gonometa postica — вид метеликів родини Коконопряди (Lasiocampidae). Інша назва африканський дикий шовкопряд.

## Опис

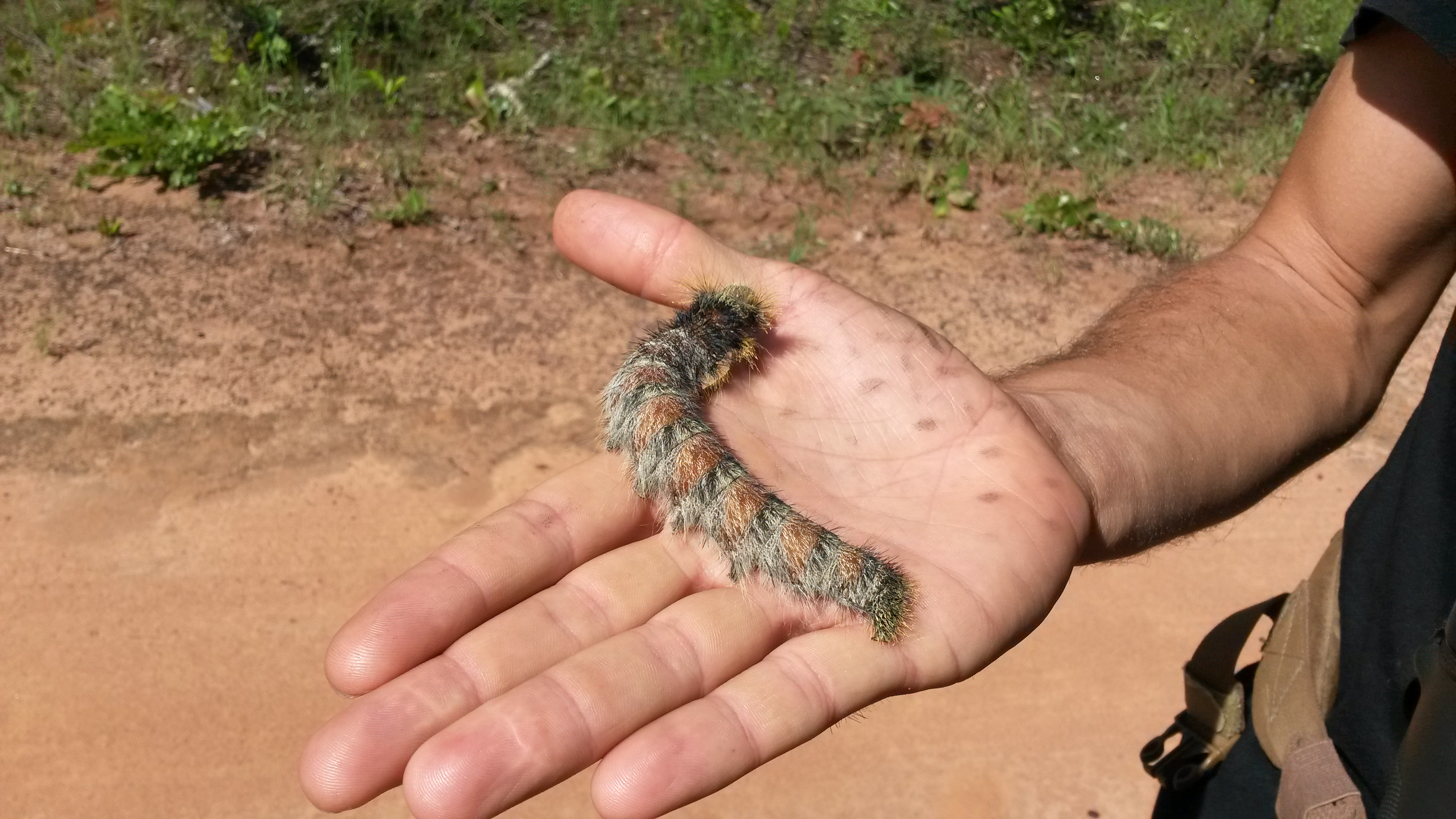
Гусінь виду

Довжина передніх крил самця сягає 21-25 мм, самиці — 35-42 мм.

## Поширення
Вид зустрічається у савані, посушливих та напівпосушливих регіонах Південної Африки (Зімбабве, Мозамбік, Ботсвана, Намібія, ПАР).

## Значення
У тубільних племенах Південної Африки кокони метеликів Gonometa postica використовуються у народних промислах для виготовлення браслетів-брязкалець. Їх заповнюють різними матеріалами, такими як дрібний гравій, насіння, скляні кульки, зламані морські раковини, або шматочки яєчної шкаралупи страуса.
Також кокони використовуються для виробництва шовку на комерційній основі в Намібії, Ботсвані, Кенії і Південній Африці.
Кокони є причиною загибелі худоби, антилоп та інших жуйних тварин в Калахарі. У періоди посухи, тварини з'їдають кокони, тому, що вони схожі на стручки акації. Шовк не перетравлюється і блокує рубець багатокамерного шлунка тварин, викликаючи голод.